# WrestleMania VII
WrestleMania VII a fost cea de-a șaptea ediție a pay-per-view-ului anual WrestleMania organizat de promoția World Wrestling Federation. A avut loc pe data de 24  martie 1991 
în Los Angeles Memorial Sports Arena din Los Angeles, California.
Sloganul acestei ediții a fost Superstars and Stripes Forever, întreaga ediție stând sub semnul 
patriotismului american, steagurile alb-roșii-albastre invadând sala. WrestleMania VII a rămas în 
istorie și datorită momentului emoțional în care "Macho Man" Randy Savage s-a împăcat cu fostul său 
manager, Miss Elizabeth.
WrestleMania VII era programată să se desfășoare în arena Los Angeles Memorial Coliseum, dar s-a 
decis mutarea spectacolului în incinta alăturată, Los Angeles Memorial Sports Arena. World 
Wrestling Federation a susținut și susține și în prezent că această mutare s-a datorat unor riscuri 
legate de securitate, riscuri datorate războiului din Golf.

## Rezultate
- Dark match: Koko B. Ware l-a învins pe The 
Brooklyn Brawler
  - Ware a câștigat prin pinfall.
- The Rockers (Shawn Michaels și Marty Jannetty) i-au învins pe The 
Barbarian și Haku (însoțiți de Bobby Heenan) (10:41)
  - Michaels l-a numărat pe Haku, după un Flying Crossbody.
- The Texas Tornado l-a învins pe Dino Bravo (însoțit de Jimmy Hart) (3:11)
  - Tornado a efectuat pin-ul după un Discus Punch.
- The British Bulldog l-a învins pe The Warlord (însoțit de Slick) (8:15)
  - Bulldog a câștigat prin pinfall, după ce i-a aplicat lui Warlord un Running Powerslam.
- The Nasty Boys (Jerry Sags și Brian Knobbs) (însoțiți de Jimmy Hart) au învins echipa The Hart Foundation (Bret Hart și Jim Neidhart), câștigând centura WWF Tag Team Championship (12:10)
  - Knobbs l-a numărat pe Neidhart, după ce Neidhart a fost lovit cu casca de motociclist a lui Jimmy  Hart.
- Jake Roberts l-a învins pe Rick Martel într-un meci de tipul Blindfold Match (8:34)
  - Roberts l-a numărat pe Martel, după aplicarea unui DDT.
- The Undertaker (însoțit de Paul Bearer) l-a învins pe Jimmy Snuka (4:20)
  - Undertaker a câștigat prin pinfall, după ce i-a aplicat lui Snuka un Tombstone Piledriver.
- The Ultimate Warrior l-a învins pe Randy Savage (însoțit de Queen Sherri) într-un meci de tipul Retirement Match (20:48)
  - Warrior l-a numărat pe Savage după o serie de Diving Shoulder Blocks.
  - După meci,Savage și Queen Sherri s-au despărțit, wrestlerul împăcându-se cu Miss Elizabeth.
- Tenryu și Kitao au învins Demolition (Crush și Smash) (însoțiți de Mr. Fuji) (4:44)
  - Tenryu l-a numărat pe Smash după o Powerbomb.
- The Big Boss Man (însoțit de André the Giant) l-a învins pe campionul intercontinental Mr. Perfect (însoțit de Bobby Heenan) prin descalificare (10:47)
  - Perfect a fost descalificat după intervenția în meci a lui Haku și și-a păstrat centura.
- Earthquake (însoțit de Jimmy Hart) l-a învins pe Greg Valentine (3:14)
  - Earthquake a câștigat prin pinfall, după aplicarea unui Earthquake.
- The Legion of Doom (Hawk și Animal) au învins echipa Power and Glory (Paul Roma și Hercules) (însoțiți de Slick) (0:59)
  - Animal l-a numărat pe Roma, după aplicarea unui Doomsday Device.
- Virgil (însoțit de Roddy Piper) l-a învins pe Ted DiBiase (7:41)
  - DiBiase a pierdut prin countot, după ce l-a atacat pe Piper în afara ringului.
- The Mountie (însoțit de Jimmy Hart) l-a învins pe Tito Santana (1:21)
  - Mountie l-a numărat pe Santana după ce l-a paralizat cu un pistol cu șocuri electrice.
- Hulk Hogan l-a învins pe Sgt. Slaughter (însoțit de General Adnan), câștigând centura WWF Championship (20:26)
  - Hogan a câștigat prin pinfall, după aplicarea unui Leg Drop.

## Alți participanți
| Comentatori - Bobby "The Brain" Heenan - Gorilla Monsoon - Lord Alfred Hayes - meciul Boss Man vs Hennig - Jim Duggan - meciul de deschidere - Regis Philbin - main event Reporteri - "Mean" Gene Okerlund - Sean Mooney - Regis Philbin - Alex Trebek - Marla Maples | Ring announcer - Howard Finkel - Alex Trebek - main event Arbitrii - Joey Marella - Earl Hebner - Dave Hebner - Danny Davis - Mike Chioda |

## De reținut
- Imnul "America The Beautiful" a fost interpretat de Willie Nelson.
- A fost prima ediție WrestleMania în care din echipa de comentatori nu a făcut parte Jesse Ventura. Alături de Gorilla Monsoon a comentat Bobby "The Brain" Heenan, iar când acesta a trebuit să participe la meciuri, locul i-a fost luat de către Jim Duggan, Lord Alfred Hayes și Regis Philbin.
- WrestleMania VII a fost ultima ediție WrestleMania la care a luat parte Andre the Giant.
- British Bulldog a participat la șapte ediții WrestleMania, aceasta fiind singura ediție la care a concurat într-un meci single.
- La această ediție, Ted DiBiase și Virgil s-au întâlnit pentru prima dată într-un ring.
- HBK Shawn Michaels a concurat în meciul de deschidere al WrestleMania VII. Urma să facă același lucru în următoarele două ediții ale WrestleMania.
- Logo-ul acestei ediții a fost ușor modificat înainte de începerea galei. Inițial, acesta era colorat în roșu-alb-albastru și nu era curbat.
- Printre celebritățile prezente la eveniment s-au numărat : Regis Philbin, Alex Trebek, Marla Maples, George Steinbrenner, Willie Nelson, Paul Maguire, Macaulay Culkin, Donald Trump, Lou Ferrigno, Chuck Norris și Henry Winkler.